# 李春 (景泰舉人)
李春（15世紀—15世紀），字初陽，號熙臺，南直隸安慶府桐城縣人，明朝政治人物。

## 生平
李春是景泰元年（1450年）庚午科應天鄉試舉人，天順六年（1462年）授應山知縣，就任後立刻課農桑、明學術、簡租賦、訓孝悌，沿河立堤以防洪水，人門都稱頌其德，稱為「李公堤」，九年內治行第一，陞監察御史巡按北直隸、福建，剛直令應山士民追思，入祀名宦祠。

## 引用
1. 1 2  民國《桐城續修縣志·卷十二·人物志》：李春，字初陽，號熙臺，明景泰庚午科舉人，授湖廣應山縣知縣，下車即為課農桑、明學術、簡租賦、訓孝弟，應山人士臣沿河立堤以防水，人頌其德，稱為「李公堤」，居九年治行第一，行取御史，歷北直、福建巡按，鯁直不撓，應山士民追思之，崇祀名宦祠。子侃，字希旦，明成化乙巳拔貢生，由教諭陞湖廣武陵知縣，興利除害，論者謂有父風。